# 다클라우에드에드다하브 지방

다클라우에드에드다하브 지방

다클라우에드에드다하브 지방(아랍어: الداخلة - وادي الذهب, 프랑스어: Dakhla-Oued Ed-Dahab)은 모로코를 구성하는 12개 지방 가운데 하나로 분쟁 지역인 서사하라에 위치한다. 행정 중심지는 다클라이며 면적은 142,865km2, 인구는 142,955명(2014년 9월 1일 기준), 인구 밀도는 1.0명/km2이다.
2015년에 실시된 행정 구역 개편에 따라 우에드에드다하브라구이라 지방의 일부 지역을 합병하여 신설되었다. 서쪽으로는 대서양, 북쪽으로는 라윤사키아엘함라 지방과 접하며 동쪽과 남쪽으로는 모리타니와 국경을 접한다. 2개 주를 관할한다.